# The Deep Blue Sea (2011)
The Deep Blue Sea (bra: Amor Profundo; prt: O Profundo Mar Azul) é um filme de romance e drama britano-estadunidense de 2011 dirigido por Terence Davies e estrelado por Rachel Weisz, Tom Hiddleston e Simon Russell Beale. É uma adaptação da peça teatral homônima de Terence Rattigan de 1952 sobre a esposa de um juiz que se envolve em um caso com um ex-piloto da RAF. Esta versão do filme é financiado pelo UK Film Council e Film4. produzido por Sean O'Connor e Kate Ogborn.
As filmagens começaram no final de 2010 e foi lançado no Reino Unido em 2011, o ano do centenário de Rattigan. Foi lançado nos Estados Unidos em 2012 pela distribuidora Music Box Films.
Em 1955 houve a primeira versão cinematográfica da peça, estrelada por Vivien Leigh.

## Sinopse
A esposa de um juiz britânico é pego em um caso de amor autodestrutivo com um piloto da Força Aérea Real.

## Elenco
- Rachel Weisz como Hester Collyer
- Tom Hiddleston como Freddie Page
- Simon Russell Beale como Sir William Collyer
- Harry Hadden-Paton como Jackie Jackson
- Ann Mitchell como Mrs Elton
- Sarah Kants como Liz Jackson
- Barbara Jefford como mãe de Collyer
- Oliver Ford Davies como pai de Hester

## Recepção
O filme recebeu críticas positivas dos críticos. No Rotten Tomatoes, o filme tem uma classificação de 80%, baseado em 113 comentários e uma classificação média de 7.1/10. Ele também tem uma pontuação de 82 no Metacritic com base em 30 avaliações.
Por sua atuação, Weisz ganhou o prêmio de Melhor Atriz no New York Film Critics Circle Awards de 2012  e também ganhou o prêmio de Melhor Atriz do Toronto Film Critics Association, no mesmo ano.
Em dezembro de 2012, Weisz foi indicada como Melhor Atriz no Prêmios Globo de Ouro 2013. O filme também foi escolhido como um dos dez melhores filmes do ano pelo The New York Times e Los Angeles Times. O filme encontrou um público amplamente positivo e crítico de sucesso nos Estados Unidos com o desempenho do Weisz nomeado como "o desempenho do filme de 2012" por David Edelstein da New York Magazine. The Deep Blue Sea foi ignorado pelo BAFTA em seu lançamento no Reino Unido em 2011.